# Finisterre (zone)
La zone Finisterre est une zone de météorologie marine des bulletins larges de Météo-France située au large des côtes nord-ouest de la Péninsule Ibérique de l'Atlantique. Elle s'étend de 41°50'N à 45°N et de 7°W à 12°W. Elle est bordée par les zones de :
- Charcot à l'ouest
- Pazenn au nord
- Cantabrico à l'est
- Porto au sud

Elle doit son nom au Cap Finisterre qui est le plus occidental de territoire espagnol.